# Siren Charms
Albums de In Flames
Sounds of a Playground Fading
(2011) Battles
(2016)
Siren Charms est le onzième album studio du groupe suédois de death metal mélodique In Flames, en vente à partir du 9 septembre 2014 aux États-Unis sous le label Sony Music Entertainment,

## Liste des pistes
| 1.    | In Plain View                                | 4:05 |
| 2.    | Everything's Gone                            | 3:24 |
| 3.    | Paralyzed                                    | 4:15 |
| 4.    | Through Oblivion                             | 3:37 |
| 5.    | With Eyes Wide Open                          | 3:58 |
| 6.    | Siren Charms                                 | 3:05 |
| 7.    | When the World Explodes (feat. Emilia Feldt) | 4:39 |
| 8.    | Rusted Nail                                  | 4:55 |
| 9.    | Dead Eyes                                    | 5:23 |
| 10.   | Monsters in the Ballroom                     | 3:53 |
| 11.   | Filtered Truth                               | 3:31 |
| 44:43 |                                              |      |

| 12. | Become the Sky | 4:01 |

| 12. | The Chase | 4:57 |